# Shunzhi-kejsaren
Shunzhi-kejsaren, egentligt namn Fulin, född 15 mars 1638, död 5 maj 1661, var den tredje kejsaren av den manchuiska Qing-dynastin, och den förste av dem som regerade över det Egentliga Kina, från 1644 till sin död 1661.

## De tidigaste åren
Han besteg kejsartronen i Mukden den 8 oktober 1643 då han var fem år gammal efter att hans far, Hung Taiji, avlidit i september samma år. Medan han fortfarande var minderårig utövades den verkliga makten av två prinsregenter, prinsarna Dorgon och Jirgalang. 
I samband med att upprorsledaren Li Zicheng störtade Mingkejsaren Chongzhen i Peking april 1644 slöt Dorgon en allians med Ming-generalen Wu Sangui för att fördriva rebellerna från huvudstaden och återställa ordningen. Dorgons styrkor intog Peking i juni samma år och den 30 oktober kungjordes det att den manchuiska Qing-dynastin var Mingdynastins rättmätiga arvtagare. Därmed blev Shunzhi den förste Qing-kejsaren att härska över Kina.
Hans mor, änkekejsarinnan Xiaozhuang, var en framstående politiker. Den unge kejsaren tyckte inte om sin farbror Dorgons styre och efter hans död 1650 fråntog den tolvårige kejsaren både honom och hans bror Dodo deras titlar.

## Kort regeringstid
Under sin kortvariga regeringstid uppmuntrade Shunzhi-kejsaren han-kineserna till att delta i styret av imperiet. Han var också öppen för impulser från utlandet, och lät den tyske jesuiten fader Johann Adam Schall von Bell (湯若望) att ge honom råd beträffande astronomi och teknologi, samt hur han skulle styra riket.
Kejsaren gifte sig med sin mors brorsdotter Borjigit, men degraderade henne ett par år senare. 23 september 1660 dog Shunzhis favoritkonkubin Dong Efei (董鄂妃) på grund av sorg över att ha mist sitt barn. Shunzhi lär ha överväldigats av sorg och ådrog sig smittkoppor och avled en kort tid därefter. Han blev bara 24 år gammal.

## Kejsarens testamente
Innan han avled, utsåg kejsaren i sitt testamente fyra regenter som skulle regera med hans son och tronföljaren Hiowan Yei var minderårig: Oboi, Sonin, Suksaha och Ebilun.
- Wikimedia Commons har media som rör Shunzhi-kejsaren.